# Bundesregierung Raab II
Die österreichische Bundesregierung Raab II wurde nach der Nationalratswahl am 13. Mai 1956, bei der die ÖVP acht Mandate zu Lasten der FPÖ hinzugewann, die SPÖ eines zu Lasten der Kommunisten, zusammengestellt. Bundespräsident Theodor Körner ernannte die ÖVP-SPÖ-Koalitionsregierung am 29. Juni 1956. Im Herbst des gleichen Jahres hatte die Regierung die außenpolitischen Folgen des ungarischen Revolutionsversuchs zu bewältigen, wozu strikte militärische Neutralität und umfassende humanitärer Flüchtlingshilfe gehörten. 
Am 5. Mai 1957 wurde Vizekanzler Adolf Schärf zum neuen Bundespräsidenten gewählt und wechselte am 22. Mai in dieses Amt. Ihm folgte Bruno Pittermann als Vizekanzler bis 1966 nach.
Die Regierung Raab II trat am 12. Mai 1959, zwei Tage nach der Nationalratswahl 1959, zurück. Sie wurde von Bundespräsident Adolf Schärf bis zur Bildung der nächsten Regierung mit der Fortführung der Geschäfte betraut, die am 16. Juli 1959 endete. Damit schied Leopold Figl nach 14 Jahren fast ununterbrochener Regierungszugehörigkeit seit 1945 definitiv aus der Bundesregierung aus.
| Bundesminister (für)                                             | Amtsinhaber | Partei      | Staatssekretär |
| Bundeskanzleramt                                                 | Julius Raab Vizekanzler (ohne Portefeuille): Adolf Schärf (bis 22. Mai 1957) Bruno Pittermann (ab 22. Mai 1957) Bundesminister für auswärtige Angelegenheiten: Leopold Figl Bundesminister für Angelegenheiten der Landesverteidigung (im Bundeskanzleramt bis 15. Juli 1956): Ferdinand Graf | ÖVP SPÖ ÖVP | Bruno Kreisky (Äußeres; SPÖ) Franz Gschnitzer (Äußeres; ÖVP) Karl Stephani (Landesverteidigung; im Bundeskanzleramt bis 15. Juli 1956; SPÖ) |
| Inneres                                                          | Oskar Helmer | SPÖ         | Franz Grubhofer (ÖVP) |
| Justiz                                                           | Otto Tschadek | SPÖ         | |
| Unterricht                                                       | Heinrich Drimmel | ÖVP         | |
| Soziale Verwaltung                                               | Anton Proksch | SPÖ         | |
| Finanzen                                                         | Reinhard Kamitz | ÖVP         | Fritz Bock (bis 19. September 1956; ÖVP) Hermann Withalm (ab 12. Oktober 1956; ÖVP)                                                         |
| Land- und Forstwirtschaft                                        | Franz Thoma | ÖVP         | |
| Handel und Wiederaufbau                                          | Udo Illig (bis 19. September 1956) Fritz Bock | ÖVP         | Eduard Weikhart (SPÖ) |
| Verkehr und Elektrizitätswirtschaft                              | Karl Waldbrunner | SPÖ         | |
| Landesverteidigung (ab 15. Juli 1956; zuvor im Bundeskanzleramt) | Ferdinand Graf | ÖVP         | Karl Stephani (SPÖ) |